# Кумсуат (Жамбильський район)
Кумсуа́т (каз. Құмсуат) — село у складі Жамбильського району Жамбильської області Казахстану. Входить до складу Тогизтарауського сільського округу.
У радянські часи село називалось Ферма № 4 совхоза Білікольський.
Населення — 61 особа (2021; 143 у 2009, 169 у 1999, 391 у 1989).